# ITV (Azerbaidjan)
İctimai Televiziya və Radio Yayımları Şirkətu, o İTV, és un canal de televisió públic a l'Azerbaidjan. Va començar a emetre oficialment el 29 d'agost de 2005 després de ser creada per llei a principis de 2004, com la primera emissora pública independent a l'Azerbaidjan. El canal té la seu a Bakú.
İTV es finança principalment mitjançant publicitat i pagaments governamentals. La llei de gener de 2004 per la qual es crea el canal va demanar que el finançament provingués d'una taxa de llicència de televisió a partir del gener de 2010, però aquesta part de la llei encara no s'ha implementat a partir del setembre de 2022.
El canal és operat per la Companyia Pública de Televisió i Radiodifusió (en azerbaidjan: İctimai Televiziya və Radio Yayımları Şirkəti), que consta d'un consell de nou membres els membres dels quals són aprovats pel president de l'Azerbaidjan i un director general elegit pel consell i també aprovat pel President.
La cadena va passar a ser membre de la UER el 5 de juliol de 2007 i, per tant, pot participar en el Festival d'Eurovisió, unint-se als seus veïns del Caucas, Geòrgia i Armènia, per primera vegada en Eurovisió 2008. Després de la victòria de l'Azerbaidjan al Festival d'Eurovisió 2011, İTV va acollir la competició de 2012 a Bakú.